# Chahla Chafiq
Chahla Chafiq, née le 5 mai 1954 en Iran, est une sociologue et écrivaine iranienne, vivant en France.

## Biographie
Chahla Chafiq est née et a grandi en Iran. L’arrivée des islamistes au pouvoir, après la révolution de 1979 à laquelle elle participa activement, la contraint à l’exil. C’est en France qu’elle trouvera refuge. Elle a choisi le nom de plume « Chafiq » en l'honneur de sa mère, Chafiqé (« compatissante »).
Ses premiers textes littéraires, des nouvelles en langue persane, sont publiés en 1989 par des maisons d’édition iraniennes en exil (France, États-Unis). Une sélection, sur l’exil et le deuil, est traduite en français et publiée, en 2005, dans le recueil Chemins et brouillard (Éd. Métropolis). Son premier roman, Demande au miroir, paraît en 2015 (L’Âge d’homme).
Ses essais portent essentiellement sur les causes et conséquences politiques et sociales de l’idéologisation de l’islam, notamment au regard de la situation des femmes : La femme et le retour de l’islam. L’expérience iranienne (Éd. Le Félin, 1991), Femmes sous le voile, face à la loi islamique (avec Farhad Khosrokhavar, Éd. Le Félin, 1995), Le nouvel homme islamiste : la prison politique en Iran (Éd. Le Félin, 2002) ; Islam politique, sexe et genre : à la lumière de l’expérience iranienne (PUF, 2011), Rendez-vous iranien de Simone de Beauvoir (Éd. iXe, à paraître).
Ce travail de recherche et de réflexion est également développé dans sa thèse de doctorat couronnée par le Prix Le Monde de la recherche universitaire en 2010.
Parallèlement à ses activités d’écriture, Chahla Chafiq travaille dans le domaine des relations interculturelles en France et, en 2003, elle crée l’ADRIC (Agence de développement des relations interculturelles pour la citoyenneté) qui mène des formations et des recherches-actions avec et auprès d’acteurs sociaux.
De 2003 à 2014, elle dirige l’Agence de développement des relations inter-culturelles pour la citoyenneté (ADRIC), une association loi 1901. Deux guides de l'ADRIC sont parus sous sa direction: Face aux violences et aux discriminations : accompagner les femmes issues des immigrations et Agir pour la laïcité dans un contexte de diversité culturelle. Des idées reçues à une pratique citoyenne. Ces guides ont reçu le label « Année européenne du dialogue interculturel » en 2008. En 2009, elle obtient un doctorat en sociologie à l'université Paris-Dauphine.
De 2016 à 2019, elle est membre du Haut Conseil à l'égalité entre les femmes et les hommes de la République française. C'est son deuxième mandat dans ce conseil.
En 2017, pour l’ensemble de ses activités, elle reçoit les insignes de chevalière de la Légion d'honneur. La même année, elle est distinguée par l'Iranian Women's Studies Foundation en tant que la « Femme de l'année ».
En 2018, elle reçoit le prix de l'Union rationaliste pour ses « contributions au développement de la pensée critique ».
La même année, elle devient membre du Parlement des écrivaines francophones, dont la première édition s'est tenue à Orléans du 26 au 28 septembre 2018.

## Travaux

### Islamisme
Chahla Chafiq publie différents ouvrages pour analyser la dimension totalitaire de l'islamisme en tant qu'idéologisation de l'islam. Elle défend par exemple que le voile des femmes constitue la bannière du projet politique islamiste en ce qu'elle symbolise le contrôle sur la liberté de la femme, déclarant « le voile marque le corps comme un lieu de péché ». Elle argumente que la mondialisation crée des terreaux pour le développement de mouvements identitaires néo-conservateurs, qualifiant l'islamisme comme le « plus virulent et spectaculaire ».

### Relativisme culturel
Les positions du « féminisme islamique » font, selon Charlotte Bienaimé, craindre à Chahla Chafiq « un certain relativisme culturel ». Elle pense que, si, pour un temps, se revendiquer femme et musulmane peut faire avancer certains droits, l'accession à une vraie citoyenneté doit se faire en dehors du religieux.

### Laïcité
Elle place la laïcité comme l'unique voie pour développer les droits des femmes.

## Publications

### Œuvres de fiction
Chahla Chafiq écrit des textes littéraires en farsi et en français. Un recueil de ses nouvelles, traduit du persan en français, est publié en 2005 aux Éditions Métropolis : Chemins et brouillard. Une nouvelle édition de ces nouvelles paraît en 2025 : Chemins et brouillard, Éditions Métropolis, 2025. Ce recueil de nouvelles est constituée de deux parties, également publiées séparément en 2025 : Exil, Éditions Métropolis, 2025, et Deuil, Éditions Métropolis, 2025.
En septembre 2015, son premier roman, Demande au miroir, paraît aux Éditions L'Âge d'Homme.
En juin 2025, Chahla Chafiq publie son premier recueil de poèmes : Instants poétiques, Les Éditions du Paquebot.

### Essais
- La Femme et le retour de l'islam, Éditions du Félin, 1991
- Femmes sous le voile : face à la loi islamique (en collaboration avec Farhad Khosrokhavar), Éditions du Félin, 1995
- Le Nouvel Homme islamiste : la prison politique en Iran, Éditions du Félin, 2002
- Islamisme et Société : religieux, politique, sexe et genre à la lumière de l'expérience iranienne, 2009 [thèse de doctorat]
- Islam, politique, sexe et genre, Presses universitaires de France, 2011
- Le Rendez-vous iranien de Simone de Beauvoir, Éditions iXe, 2019
- La Prison politique en Iran - Logiques et ressorts de la terreur islamique , coll. Questions d'époque, 208 p., Éditions du Félin, 2024 •  (ISBN 978-2-49429-740-1)
- Un orage de mots, La révolution iranienne Femme, Vie, Liberté dites par celles et ceux qui la font, Rue de l'échiquier, 2025

## Récompenses et distinctions

### Décorations
- Chevalier de la Légion d'honneur (2016)[8]
- Officier de l'ordre national du Mérite, le 24 novembre 2021 [9]

### Prix
- Prix Le Monde de la recherche universitaire pour Islam politique, sexe et genre[2]
- Prix de l'Union rationaliste[10] (2017)